# Chimarra falcata
Chimarra falcata är en nattsländeart som beskrevs av Douglas E. Kimmins 1962. Chimarra falcata ingår i släktet Chimarra och familjen stengömmenattsländor. Inga underarter finns listade i Catalogue of Life.